# Hypernatremie
Hypernatrémie je vysoká koncentrace v sodíku krvi. Vzniká díky deficitu vody při zvýšené ztrátě vody či nedodržování pitného režimu. Projevy hypernatrémie jsou důsledkem mozkové dehydratace. Nejčastěji se hypernatremie projevuje za přítomnosti žízně, slabosti, apatie, zmatenosti, zhoršující se vědomí, popř. někdy i křeče a bezvědomí.